# Rốn
Rốn thực chất là một vết sẹo trên bụng ở chỗ từng nối với nhau thai. Tất cả các loài động vật có vú thuộc lớp phụ Eutheria đều có rốn, trong đó đáng chú ý là loài người. Rốn của các loài động vật khác thì nhẵn và phẳng hơn, hầu hết chỉ là một đường thẳng và thường bị lông che khuất.